# Söding-Sankt Johann
Söding-Sankt Johann é um município da Áustria, situado no distrito de Voitsberg, no estado da Estíria. Tem 19,37 km² de área e sua população em 2019 foi estimada em 4.082 habitantes.